# 하세가와 요헤이
하세가와 요헤이(일본어: 長谷川 陽平, 1971년 11월 4일 ~ )는 대한민국의 록 밴드 장기하와 얼굴들에서 활동한 일본 출신의 기타리스트이다.
LP 모으는 게 취미로 사러 다니며 여행하는 것을 좋아한다 한다. SM 엔터테인먼트 소속 포크 록 밴드인 Major의 베이시스트였던 임범준과는 초·중·고 동창이자 절친한 친구로서 중·고교 시절 교내 밴드에서 같이 활동했었다.

## 어린 시절
1971년 11월 4일 도쿄 나카노에서 일본의 유명 배우인 류 라이타와 나츠 케이코 사이의 아들로 태어났다. 어릴 적 가족이 다 함께 나들이를 갈 때마다 사람들이 달려들어 굉장히 좋았다고 했다. 하지만 "도쿄에 있는 집은 소박해요. 아버님은 스테이트 하우스가 클 필요가 없다고 생각하거든요. 별장이 좀 큰 건 사실이에요. 그렇다고 여기저기 집이 많은 것도 아니에요. 물론 아주 부자는 아니어도 불편함 없이 살아온 건 맞아요. 하지만 재벌은 아니란 걸 말하고 싶네요."라고 집안은 검소했었다고 말한다.
비틀즈를 어렸을 적부터 좋아했다. 초등학교 1, 2학년 무렵 어린이 《프로그램 열려라! 폰키키》에서 나오던 비틀즈 음악을 들었다. 중학교 때에는 차트 히트곡을 듣던 주위 친구들과는 듣던 음악이 많이 달랐다. 처음 구매한 기타는 중학교 2학년 때쯤 산 야마하 SG 일렉트릭 기타. 고등학교 진학 후 펑크 카피 밴드를 하던 친구에 의해 이전까지 접하지 못한 섹스 피스톨즈, 더 클래시 등 펑크 음악을 들었다. 이후 학교 축제에서 일본 인디 밴드 월러드, 래핑 노즈의 곡을 공연했다. 고등학생 시절에는 1960년대 사이키델릭이나 개러지에 심취하여 그쪽 음반을 찾아다녔으며, 여기에 가장 큰 영향을 준 것은 고등학교 3학년 때 드나들기 시작한 모던뮤직이었다.

## 활동
고등학교 졸업 후 대학 입시를 위해 이것저것 공부했지만 제대로 하지는 않았고 레코드 가게만 찾아다녔다. 하세가와의 말에 따르면, 아버지는 대학교 등록금 용도로 저축한 돈이 있었던지 "스물다섯 살까지는 달마다 입금해줄 테니 뭔가 재미있는 일을 해라" 하고 말씀하셨고, 이에 부담감이 생겨 레코드 가게에서 아르바이트를 했다. 총 세 곳이었다. 이 무렵 열아홉 살 나이에 사이키델릭 밴드를 시작했다. 스무 살 초반에는 얼터너티브계 밴드로 활동하면서 고엔지의 20000V나 시모키타자와의 야네우라, 신주쿠의 안티노크 같은 라이브클럽에서 공연했다.
1994년 즉 24살에는 이미 아버지의 원조가 끊겼다. 여름 영국에 간 그는 충격을 받고 "영국에서 살아야만 해!" 하고 귀국했는데, 그 무렵 훗날 함께 밴드를 할 사토 유키에가 한국에 갔다 와 건네준 카세트테이프를 받았다. 여기의 A면에는 신중현과 엽전들이 B면에는 산울림의 베스트가 들어 있었다. 어디에 영향을 받았는지 짐작할 수 없는 노래에 매력과 동시에 충격을 받아 한국에 대한 궁금증과 기대감을 키웠다. 일본에서 신중현, 산울림의 노래를 듣고 음반을 구하기 위해 95년에 철저한 계획을 세워 한국으로 왔다. 99년 일본인 밴드 곱창전골을 시작으로, 김창완 밴드, 뜨거운 감자 등에서 기타리스트로 활약하였다.
장기하와 얼굴들과의 인연은 1집 때부터로 그 앨범에서 이미 참여했다. 장기하의 권유를 받아 밴드에 들어왔다. 요헤이 또한 장기하처럼 《감자별》에 출연했으며, 이 경험을 "대사 외우는 게 그렇게 어려운 일인지 몰랐어요. 김병욱 피디님은 토씨 하나 안 틀리게 대사를 해야 오케이하시기 때문에 엄청 고생했어요. NG도 많이 냈고요."라고 회상한다.

## 저서
- 고고! 대한 록 탐방기 (2015년)
- 大韓ロック探訪記 (海を渡って、ギターを仕事にした男) (2014년)

## 참고 문헌
- 하세가와, 요헤이 (2015). 《大韓ロック探訪記》 [고고! 대한 록 탐방기]. 아트북스. ISBN 978-89-97835-90-4.